# Ampliación de la Reforma
Ampliación de la Reforma är en ort i Mexiko.   Den ligger i kommunen Nuevo Morelos och delstaten Tamaulipas, i den centrala delen av landet, 300 km norr om huvudstaden Mexico City. Ampliación de la Reforma ligger 298 meter över havet och antalet invånare är 232.
Terrängen runt Ampliación de la Reforma är platt åt nordost, men åt sydväst är den kuperad. Terrängen runt Ampliación de la Reforma sluttar österut. Runt Ampliación de la Reforma är det glesbefolkat, med 12 invånare per kvadratkilometer. Närmaste större samhälle är Maitinez, 12,9 km sydväst om Ampliación de la Reforma. Omgivningarna runt Ampliación de la Reforma är en mosaik av jordbruksmark och naturlig växtlighet.